# Ти і я (фільм, 2012)
«Ти і я» — кінофільм режисера Бернарда Бертолуччі, що вийшов на екрани в 2012 році.

## Зміст
Лоренцо складно спілкуватися з оточуючими. Він більше уваги приділяє своєму внутрішньому світу і цурається людей. Весь клас їде на природу, а наш герой залишається один вдома. Але його самотність переривається з несподіваною появою в його захистку дивної дівиці, історія якої виявляється тісно переплетена з самим Лоренцо і його родичами.

## Ролі
| Актор                | Роль |
| -------------------- | ---- |
| Якопо Ольмо Антінорі | -    |
| Теа Фалько           | -    |
| Вероніка Лазар       | -    |
| Томмазо Раньо        | -    |
| Піппо Дельбонно      | -    |
| Родольфо Корсато     | -    |
| Франческа Де Мартіні | -    |
| Антоніо Етці         | -    |
| Христина Оноре       | -    |

## Знімальна група
- Режисер — Бернардо Бертолуччі
- Сценарист — Бернардо Бертолуччі, Нікколо Амманіті, Умберто Контарелло і Франческа Марчано
- Продюсер — Маріо Джіанані і Лоренцо Мьелі
- Композитор — Франко П'єрсанті